# Everytime
»Everytime« je pesem ameriške glasbenice Britney Spears z njenega četrtega glasbenega albuma, In the Zone. Izšel je 17. maja 2004 preko založbe Jive Records kot tretji singl z albuma. Potem, ko se je končalo razmerje Britney Spears in pop pevca Justina Timberlakea, se je spoprijateljila s svojo spremljevalno vokalistko, Annet Artani. Obe sta pričeli pisati pesmi v njeni hiši v Los Angelesu, kasneje pa odpotovali v Lombardijo, Italija, kjer sta napisali pesem »Everytime«. Britney Spears je sestavila melodijo na klavirju, besedilo pa je napisala Annet Artani. Pesem sta, kot je povedala Annet Artani, napisali kot odziv na singl Justina Timberlakea, »Cry Me a River« (2002) ter mnoge radijske intervjuje. Kakorkoli že, Britney Spears tega ni niti zanikala niti potrdila.
Pesem »Everytime« je pop balada, katere besedilo odpuščanju ljubimcu, ki jo je nehote prizadeli. Pesem »Everytime« je prejela pozitivne ocene s strani glasbenih kritikov, ki so hvalili njeno preprosto besedilo in organskega občutka, primerjali pa so jo z drugimi pesmimi z albuma In the Zone. Pesem »Everytime« je požela velik uspeh, saj je zasedla eno izmed prvih desetih pesmi na večini lestvic, na katere se je uvrstila ter prvo mesto na avstralski, madžarski, irski in britanski glasbeni lestvici. S pesmijo je Britney Spears nastopila v televizijskih oddajah Saturday Night Live in Top of the Pops. Izvedla jo je tudi na turneji The Onyx Hotel Tour (2004) in na turneji The Circus Starring Britney Spears (2009). Svojo verzijo pesmi »Everytime« so posneli mnogi glasbeniki, kot so Glen Hansard in Jackie Evancho.
Videospot za pesem »Everytime«, ki ga je navdihnil film Zbogom Las Vegas prikazuje Britney Spears kot zvezdnico, ki jo lovijo paparazzi in ki se potem, ko prične krvaveti iz rane na glavi, utopi v svoji kadi. V bolnišnici je zdravniki ne uspejo rešiti in ravno, ko umre, se v sosednji sobi rodi otrok, njena inkarnacija. Na začetku so nameravali posneti videospot, v katerem se Britney Spears ubije zaradi prevelikega odmerka droge, vendar so nazadnje spremenili zgodbo, saj so razne organizacije, kot je na primer Kidscape, menile, da videospot poveličuje samomor. Glasbeni kritiki so dejali, da je videospot zelo religiozen, podobno kot film The Passion of the Christ, Kabala in stigme, hkrati pa naj bi z videospotom predvideli prihodnje težave Britney Spears s slavo.

## Ozadje in pisanje
Triletno razmerje Britney Spears in pop pevca Justina Timberlakea se je končalo leta 2002 po mesecih špekulacij. Novembra 2002 je Justin Timberlake izdal pesem »Cry Me a River« kot drugi singl s svojega prvega samostojnega glasbenega albuma. Videospot za pesem je vključeval dekle, podobno Britney Spears in je sprožil govorice, da je bila pevka Justinu Timberlakeu nezvesta. Pesem »Cry Me a River« od izida pogosto obravnavajo kot pesem, zaradi katere je album postal tako uspešen. Septembra 2001 je Annette Artani postala spremljevalna pevka Britney Spears za turnejo Dream Within a Dream Tour (2001 - 2002). Njeni stiki z Britney Spears med turnejo so bili omejeni na kratke pogovore v telovadnici in med ogrevanjem glasu. Annette Artani je med turnejo, leta 2002, pričela z vodjo režije na turneji; kakorkoli že, razšla sta se še pred koncem turneje. Pred zadnjim koncertem v Mexico Cityju je Britney Spears Annette Artani poklicala k sebi in jo povprašala po razmerju. Slednja ji je povedala, da sta se razšla in Britney Spears ji je dejala: »Naj te to ne skrbi, od zdaj naprej se druži z mano.« Do koncu turneje sta Britney Spears in Annette Artani postali dobri prijateljici. Britney Spears jo je povabila v svojo hišo v Los Angelesu, Kalifornija. Annette Artani je dejala, sta se spoprijateljili prav zato, ker sta imeli podobne izkušnje z zvezami. Razložila je: »Na kratko, povezali sva se zato, ker se je takrat ravno razšla z Justinom [Timberlakeom]. Morda pred kakimi devetimi meseci, vendar je bilo za medije to seveda še kar sveže. Sama sem se ravnokar razhajala s tistim fantom, zato sva nekako potrebovali druga drugo.« Annette Artani je nekaj tednov živela v hiši Britney Spears in na klavirju sta pričeli pisati pesem. Kmalu zatem sta odpotovali v Lake Como v Lombardiji, Italija. Annette Artani je dodala: »Tam smo bili samo jaz in ona, njen stilist in Felicia in imeli smo ogromno hišo samo zase in tudi imeli smo tudi klavir.«
Kot je dejala Annette Artani, sta pesem »Everytime« napisali predvsem kot odziv na singl »Cry Me a River« in mnoge radijske intervjuje. Razložila je: »Bil je zelo oseben. Ona sama je imela drugačen sloves in izpostavljal je nekaj stvari, za katere si najbrž ni želela, da bi jih izvedelo občinstvo, njena mlajša sestrica ... Spominjam se, da je bila njena sestra zgrožena, da je bila ona zgrožena. Prepričana sem, da jo je resnično prizadelo.« Pesem »Everytime« so posneli v studiu Conway v Los Angelesu, remix zanjo pa so posneli v studiu Frou Frou Central v Londonu, Anglija. Med intervjujem s spletno stranjo Hip Online je Britney Spears o snemalni seji povedala:
... Kot skoraj vse svoje pesmi sem tudi pesem »Everytime« pričela pisati s pomočjo klavirja. Glasba ni sestavljala pesmi ali česa pesmi podobnega. Bila sem v svoji hiši in vso stvar napisala sama. Potem pa sem odšla in jo zaigrala za [Guyja Sigswortha]. Povedala sem mu samo, kako natančno naj pesem zveni. In bil je neverjeten, saj obstaja veliko producentov, ki jim stvari razložiš, oni pa jih enostavno ne dojamejo. In šele ko je pesem že posneta, si rečeš: 'Oh, nisem si mislil, da bo izpadlo tako.' On pa je vse skupaj enostavno zadel. Neverjeten je.
Pesem »Everytime« je bila ena izmed prvih dokončanih pesmi za album In the Zone in predogled za pesem so Quddusu Philippeu iz MTV-ja prikazali že 30. maja 2003 v studiu Battery v New York City. Britney Spears jo je skupaj s pesmijo »Touch of My Hand« označila za najbolj osebno pesem na albumu, kar je razložila z besedami: »Je ena izmed tistih pesmi, ki te, ko jo slišiš, popelje v nebesa. Odpelje te daleč stran. Veste, mislim, da te odpelje nekam globoko v tvojo zavest.«

## Sestava
Pesem »Everytime« je pop balada. Prične se s klavirskim uvodom, ki pa ga spremljajo tihi vokali Britney Spears, ki pa čez pesem postajajo močnejši. Po podatkih spletne strani Musicnotes.com, ki je v lasti organizacije Universal Music Publishing Group, je pesem »Everytime« napisana v E-duru, vokali Britney Spears v pesmi pa se raztezajo od A♭3 do E♭5. Besedilo pesmi »Everytime« govori o odpuščanju bivšemu ljubimcu, ker je protagonistko nenamerno prizadel. V pesmi Britney Spears razloži, da ne more več nadaljevati: »Vsakič, ko poskušam leteti, padem / Brez svojih kril se počutim tako majhno« (»Everytime I try to fly I fall / Without my wings I feel so small«). Jennifer Vineyard iz revije MTV je besedilo pesmi primerjala s še eno balado z albuma In the Zone, »Shadow«, saj obe govorita »o spominih na ljubimca, ki ostajajo tudi po razhodu.« V intervjuju z Jennifer Vineyard je Britney Spears o pesmi »Everytime« povedala: »Je pesem o zlomljenem srcu, o prvi ljubezni, prvi pravi ljubezni. To je nekaj, s čimer se lahko povežejo vsi ljudje, saj so vsi ljudje že doživeli tisto prvo ljubezen, za katero so menili, da bodo z njo ostali do konca življenja.« Ko so jo v intervjuju z Diane Sawyer v oddaji PrimeTime vprašali, če pesem »Everytime« govori o Justinu Timberlakeu, je dejala: »Pustila bom, da to razloži pesem sama.«

## Videospot

### Razvoj in izid
9. marca 2004 so prikazali predogled za videospot pesmi »Everytime«. Videospot je prikazoval Britney Spears kot zvezdnico, ki jo lovijo fotografi in ki se nazadnje ubije zaradi prevelikega odmerka mamil na recept ter se utopi v kadi. Prizor samomora naj bi bil odziv na govorice, da trpi za resnimi psihičnimi motnjami. Potem, ko se je v javnosti razvedelo, o čem govori zgodba videospota, so jo mnoge organizacije iz Velike Britanije in Združenih držav Amerike kritizirale. Voditeljica skupine staršev, Kidscape, Michele Elliott, je dejala: »To je absolutno 
nezaslišano, totalno neodgovorno, popolnoma neumno. Če ji sledi en otrok, je to zagotovo neodgovorno. Kaj si je mislila?« Dejala je tudi, da je bi izid videospota lahko povzročil zvišanje števila samomorov ter ga primerjala s smrtjo Marilyn Monroe avgusta leta 1962. V oddaji MTV News so prebrali mnogo pisem jeznih bralcev, ki so kritizirali Britney Spears zaradi poveličevanja samomora na koncu videospota. 12. maja 2004 je Britney Spears preko založbe Jive Records dejala, da bodo spremenili zgodbo videospota »zaradi potenciala izmišljenih naključnih pojavov, ki jih nekateri napačno interpretirajo kot samomor.« Povedala je tudi, da ni nameravala predstaviti samomora v pozitivni luči.
Videospot je režiral David LaChapelle, posneli pa so ga 13. in 14. marca 2004 v Los Angelesu. Osvetljavo v videospotu so opisali kot »nasičeno, vendar nizko in naravno«, zaradi česar naj bi bil videospot podoben raznim filmom iz devetdesetih, kot je na primer Zbogom, Las Vegas (1995). Videospot se je premierno predvajal 12. aprila 2004 v oddaji Total Request Live. Britney Spears je poklicala producente oddaje in razložila, da videospot govori o reinkarnaciji. Dodala je: »Bolj spominja na film. Je drugačno od česar koli, kar sem ustvarila do danes. Je temačen in prikaže me v popolnoma drugačni luči. Seveda se bom vrnila nazaj k plesnim videospotom, vendar sem želela posneti še neko delo, ki bi bilo navdihujoče in bi mi prikazovalo izziv.« Alternativna verzija videospota, ki vključuje Britney Spears med petjem pred belo steno, je leta 2004 izšel preko DVD-ja Greatest Hits: My Prerogative.

### Zgodba
Videospot se prične s prikazom dela hotela Palms Casino Resort v Las Vegasu, Nevada, nato pa se pokaže napis »Britney Spears: Las Vegas« s fotografijo Britney Spears, ki je v roki držala usnjeni trak. Krščanska pisateljica Eva Marie Everson je videospot primerjala z »Madonninim oponašanjem Marilyn Monroe.« Britney Spears in njen fant, ki ga je zaigral Stephen Dorff, v hotel prideta v limuzini. Ne sedita skupaj in gledata vsak skozi svoje okno. Britney Spears v tem prizoru nosi kapo Birmingham Barons. Se pogovarja preko mobilnega telefona in ko se ga poskuša dotakniti, jo odrine stran. Ob vhodu je polno oboževalcev in paparazzev, ki slikajo. Ko zapustita avtomobil, se komaj izogneta oboževalcem in paparazzem. Medtem, ko jo telesni stražarji poskušajo obvarovati, njen fant v paparazze vrže nekaj revij. Stephanie Zacharek iz revije The New York Times je prizore s paparazzi primerjala z Judi v filmu The Passion of the Christ (2004). V tem prizoru jo v glavo zadane fotoaparat, vendar še naprej hodi.
V hotelski sobi se Britney Spears in njen fant pričneta prepirati in kričati drug na drugega. Fant v steno vrže vazo, Britney Spears pa odide v kopalnico. Prične polniti kopalno kad in se sleče. Potem se pokažejo prizori Britney Spears, oblečeno v belo majico, ki poje pred svetlimi belimi lučmi. Medtem ko leži v kadi, se na njeni roki opazi rdečo zapestnico, povezano s Kabalo. Dotakne se svoje roke in ugotovi, da krvavi. Po mnenju Jennifer Vineyard iz MTV-ja je kri na njeni roki stigma. V kadi izgubi zavest in se prične utapljati. Kmalu za tem jo najde njen fant in jo poskuša rešiti. Nato jo odpeljejo v bolnišnico. Videospot se nadaljuje s prizorom, v katerem jo, obkroženo s paparazzi odnesejo v ambulanto in zdravniki jo poskušajo rešiti. Duh Britney Spears v beli majici, ki se opazuje samo sebe v postelje in nato odide v naslednjo sobo, kjer se rodi deklica. Nato Britney Spears odide stran od kamer v luč. Videospot se konča z njo, ki odhaja v vodo in se smehlja.

### Sprejem
Stephanie Zacharek iz revije The New York Times je videospot označila za »najstniško skušnjavo, bleščečo melodramo, naslovljeno kot 'Žal ti bo, ko bom mrtva'.« Dodaja tudi, da videospot občinstvo prisili k temu, da si zamislijo svet, v katerem Britney Spears ne obstaja: »Kako bi [...] lahko živeli brez nje? Čeprav morda uživa v fantaziranju o tem vprašanju, po vsej verjetnosti ne ve, kako bi odgovorila nanj.« Eva Marie Everson je napisala, da je videospot prikazal »realnost za bliščem«. Dominic Fox je komentiral: »Čeprav je v svoji najboljši obliki, je videospot za pesem 'Everytime' prikazal trenutek eksistencialne neodločnosti, samomorilsko idejo, v kateri pevka fantazira o lastni smrti.« Med ocenjevanjem videospota za njen singl »If U Seek Amy« (2009) je James Montgomery iz MTV-ja videospot za pesem »Everytime« označil za »podcenjenega«. Novinar revije Rolling Stone je leta 2009 v svojem članku »Britney Spears: Pregled vseh videospotov« napisal, da je videospot za pesem »grozljivo preroški in depresiven« in dodal, da je napovedal bodoče težave Britney Spears s slavo in metalno nestabilnostjo v letih 2007 in 2008.

## Sprejem

### Sprejem s strani kritikov
Gavin Mueller iz revije Stylus je pesem »Everytime« označil za najboljšo pesem z albuma In the Zone, saj naj bi bila »samo prazna klavirska balada, vendar še vseeno izjemno efektivna.« Ali Fenwick iz revije The Johns Hopkins News-Letter je pohvalila pisanje Britney Spears in dodala, da pesem »prikaže preblisk nadarjenosti, ki se na drugih pesmih z albuma zakrije za njenimi robotskimi, sprogramiranimi vokali.« Christy Lemire s spletne strani msnbc.com je pesem označila za »pravzaprav lepo melodijo« in jo označila za eno izmed najboljših balad z albuma Greatest Hits: My Prerogative. Jason Shawhan s spletne strani About.com je napisal, da pesem »Everytime« »kar kriči 'singl'!«. Spence D. iz revije IGN je dejal, da pesem »do pičice nadaljuje s prizvokom vseh pesmi z albuma Zone in prikaže, kar je navidezno Britneyjina prva zrela balada, vsaj v glasbenem pomenu, s čimer želi odstraniti ves znoj in sijaj, ki ga imajo njeni drugi singli.« Linda McGee s spletne strani RTÉ.ie je napisala, da je pesem skupaj s pesmijo »Brave New Girl« z albuma In the Zone »individualno navdušena«, vendar je menil, da precej izstopa od ostalih pesmi z albuma. David Browne iz revije Entertainment Weekly je komentiral: »S svojo sladko klavirsko melodijo pesem 'Everytime' spominja na ero Justina Timberlakea.« Sterling Clover iz revije The Village Voice je pesem označil za »previdno pesem, ki sledi tradiciji singlov, kot je 'Time After Time' (1984)«. William Shaw iz revije Blender je napisal, da pesem »Everytime« sicer ni najboljša balada Britney Spears, vendar se besedilo »vsekakor dotakne srca«. Novinar revije Huddersfield Daily Examiner je napisal, da ima »tiha balada glasbeno-odrski pridih, vendar Britney ni Elaine Paige«. Sal Cinquemani iz revije Slant je napisal, da sta pesmi »Everytime« in »Shadow« »dve sentimentalni baladi«.

### Dosežki na lestvicah
Pesem »Everytime« je 22. maja 2004 debitirala na enainšestdesetem mestu ameriške glasbene lestvice, Billboard Hot 100, s čimer je postala najvišje uvrščena pesem na lestvici, ki je tistega tedna šele debitirala. 3. julija 2004 je na lestvici zasedla petnajsto mesto in tam ostala štiri tedne. Zasedla je tudi četrto mesto na lestvici Billboard Pop Songs, sedemnajsto mesto na lestvici Hot Dance Club Songs in petindvajseto mesto na lestvici Adult Pop Songs. 18. novembra 2004 je pesem »Everytime« prejela zlato certifikacijo s strani organizacije Recording Industry Association of America (RIAA) za 500.000 prodanih kopij izvodov v Združenih državah Amerike. Do julija 2010 je pesem v državi prodala še dodatnih 469.000 preko interneta. Singl je zasedel tudi drugo mesto na kanadski glasbeni lestvici.
V Avstraliji je pesem »Everytime« na državni glasbeni lestvici 28. junija 2004 debitirala na prvem mestu, s čimer je postala najvišje uvrščena pesem na lestvici, ki je tistega tedna šele debitirala. Nazadnje je za 35.000 prodanih kopij izvodov v državi prejela zlato certifikacijo s strani organizacije Australian Recording Industry Association (ARIA). 20. junija 2004 je pesem debitirala na prvem mestu britanske lestvice, s čimer je postala njen drugi zaporedni singl z albuma In the Zone na prvem mestu te lestvice. Po podatkih organizacije The Official Charts Company je pesem v državi prodala 270.000 izvodov. Pesem »Everytime« je velik uspeh požela tudi drugod po svetu, saj je zasedla vrh madžarske glasbene lestvice, drugo mesto na lestvici v Franciji, tretje mesto na Švedskem in eno izmed prvih petih mest na avstrijski, belgijski (tako flandrski kot valonski), češki, danski, nemški, norveški in nizozemski glasbeni lestvici.

## Nastopi v živo
18. oktobra 2003 je Britney Spears pesem »Everytime« izvedla v devetindvajseti sezoni ameriške komične oddaje Saturday Night Live. S pesmijo je nastopila tudi v koncertni specijalki Britney Spears: In the Zone, ki je izšla 17. novembra 2003 preko kanala ABC. Pesem »Everytime« je Britney Spears leta 2004 izvedla na turneji The Onyx Hotel Tour. Preden se je turneja pričela, je Britney Spears povedala, da se za eno izmed pesmi zelo veseli, da jo bo izvedla: »Res si predstavljam, da med izvajanjem pesmi 'Everytime' govorim vsem.« Pesem je bila prva pesem tretjega akta na turneji, »Mystic Garden«. Nastop se je pričel z video uvodom, v katerem Britney Spears, oblečena v obleko mavričnih barv, odide na vrt in sede pred klavir raznih barv. Ko se je posnetek končal, so razkrili, da je sedela za ekranom med podobnimi rekviziti, kot v posnetku. Pričela je z nastopom, še prej pa se je nekaj časa pogovarjala z občinstvom o medijih in svojem zasebnem življenju. Zaigrala je na klavir in pela do drugega verza, nato pa je vstala in odšla do sredine odra ter nadaljevala z izvajanjem pesmi. Neil Strauss iz revije The New York Times je napisal: »Samo zaradi pesmi je lahko nastop izpeljala brez spremljevalnih pevcev in plesalcev.« Kelefa Sanneh iz revije Blender je izvedba te pesmi najboljši nastop na koncertu. Pesem »Everytime« je Britney Spears 5. avgusta 2004 izvedla tudi v oddaji Top of the Pops. Britney Spears je s pesmijo leta 2009 nastopila na turneji The Circus Starring Britney Spears. Pesem »Everytime« je bila edina pesem na turneji, ki ni bila vključena na seznam pesmi in so jo nenapovedano dodali. Je bila šesta in zadnja pesem drugega akta turneje, naslovljenega kot »House of Fun (Anything Goes)«. Po nastopu s pesmijo »Me Against the Music« z albuma In the Zone, ki so ga navdihnili razni Bollywoodski filmi, je Britney Spears sedla na sredo odra in na kratko poklepetala z občinstvom. Nato so v zrak spustili dežnik in pričela je izvajati pesem »Everytime«.

## Verzije drugih izvajalcev
Lastno različico pesmi »Everytime« je posnel Glen Hansard iz irske glasbene skupine The Frames. Posneli so jo med nastopom v živo v oddaji Today FM in leta 2004 izdali na svoji kompilaciji s svojimi različiacmi pesmi drugih izvajalcev, Even Better than the Real Thing Vol. 2. V mandarinščini jo je posnela tudi tajska dekliška glasbena skupina S.H.E, ki jo je izdala na svojem glasbenem albumu album Encore (2004). Pesem je nosila naslov »Bié Shuō Duìbùqǐ«, kar v dobesednem prevodu sicer pomeni »Naj ti ne bo žal«. Ameriška pop rock pevka Sally Maer je svojo verzijo pesmi »Everytime« posnela za svoj album Bed of Roses (2008). Pesem so leta 2009 izvedli tudi v irski gledališki igri The Seagull. Jackie Evancho je lastno verzijo pesmi posnela za svoj debitantski glasbeni album Prelude to a Dream (2009). 19. avgusta 2010 je njena različica pesmi debitirala na tretjem mestu glasbene lestvice Billboard Classical Digital Songs chart.

## Seznam verzij
| - CD z remixi singla 1. »Everytime« — 3:50 2. »Everytime« (Hi-Biasov radijski remix) — 3:29 3. »Everytime« (radijski remix) — 3:47 4. »Everytime« (Scumfrogov vokalni remix) — 9:53 - Singl s CD-jem 1. »Everytime« - 3:50 2. »Everytime« (Hi-Biasov radijski remix) - 3:29 3. »Everytime« (radijski remix) - 3:47 4. »Don't Hang Up« - 4:02 - Britanska gramofonska plošča 1. »Everytime« (Hi-Biasov radijski remix) — 3:29 2. »Everytime« (radijski remix) — 3:47 3. »Everytime« (Scumfrogov vokalni remix) — 9:53 | - Ameriška gramofonska plošča 1. »Everytime« (Scumfrogov vokalni remix) — 9:53 2. »Everytime« (Valentinov remix) — 3:28 3. »Everytime« (klubski remix) — 8:46 4. »Everytime« (Dr. Octavova verzija remixa) — 5:18 - Dodatek k albumu The Singles Collection 1. »Everytime« — 3:50 2. »Everytime« (klubski remix) — 8:46 |

## Ostali ustvarjalci
- Britney Spears – glavni vokali, tekstopiska, produkcija[7]
- Annet Artani – tekstopiska
- Guy Sigsworth – produkcija, vsi inštrumenti
- Sean McGhee – mešanje, režija, urejanje

## Dosežki, certifikacije in procesija

### Dosežki
| Lestvica (2004)                                               | Dosežek |
| ------------------------------------------------------------- | ------- |
| Avstralija (ARIA Charts)                                      | 1       |
| Avstrija (Ö3 Austria Top 40)                                  | 4       |
| Belgija (Flandrija; Ultratop 50)                              | 4       |
| Belgija (Valonija; Ultratop 40)                               | 5       |
| Kanada (Canadian Singles Chart)                               | 2       |
| Češka (International Federation of the Phonographic Industry) | 6       |
| Danska (Tracklisten)                                          | 5       |
| Nizozemska (Dutch Top 40)                                     | 4       |
| Finska (YLE)                                                  | 18      |
| Francija (SNEP)                                               | 2       |
| Nemčija (Media Control Charts)                                | 4       |
| Grčija (IFPI - Grčija)                                        | 15      |
| Madžarska (Mahasz)                                            | 1       |
| Irska (IRMA)                                                  | 1       |
| Norveška (VG-lista)                                           | 3       |
| Švedska (Sverigetopplistan)                                   | 3       |
| Švica (Media Control Charts)                                  | 7       |
| Združeno kraljestvo (UK Singles Chart)                        | 1       |
| Združene države Amerike (Billboard Hot 100)                   | 15      |
| Združene države Amerike (Billboard Top 40 Mainstream)         | 5       |
| Združene države Amerike (Billboard Hot Dance Club Songs)      | 17      |
| Združene države Amerike (Billboard Pop Songs)                 | 4       |

| Lestvica (2010)                     | Dosežek |
| ----------------------------------- | ------- |
| Velika Britanija (UK Singles Chart) | 56      |

|

### Certifikacije
| Država                  | Certifikacije |
| ----------------------- | ------------- |
| Avstralija              | Zlata         |
| Belgija                 | Zlata         |
| Francija                | Srebrna       |
| Norveška                | Platinasta    |
| Švedska                 | Zlata         |
| Združene države Amerike | Zlata         |

### Dosežki ob koncu leta
| Lestvica (2004)                             | Dosežek |
| ------------------------------------------- | ------- |
| Avstralija (ARIA Chart)                     | 72      |
| Avstrija (Ö3 Austria Top 40)                | 12      |
| Belgija (Flandrija; Ultratop 50)            | 24      |
| Belgija (Valonija; Ultratop 40)             | 21      |
| Švica (Media Control Charts)                | 18      |
| Velika Britanija (UK Singles Chart)         | 18      |
| Združene države Amerike (Billboard Hot 100) | 83      |

|
|}

### Ostali pomembnejši dosežki
| Predhodnik: »The Langer« od Tima O'Riordana in Natural Gasa | Prvo mesto na irski glasbeni lestvici 17. junij 2004 – 15. julij 2004 | Naslednik: »Dry Your Eyes« by Streetsa                  |
| Predhodnik: »I Don't Wanna Know« od Maria Winansa           | Prvo mesto na britanski glasbeni lestvici 20. junij 2004              | Naslednik: »Obviously« od McFlyja                       |
| Predhodnik: »F.U.R.B. (Fuck You Right Back)« od Frankeea    | Prvo mesto na avstralski glasbeni lestvici 27. junij 2004             | Naslednik: »F.U.R.B. (Fuck You Right Back)« od Frankeea |